# Ligne de refend

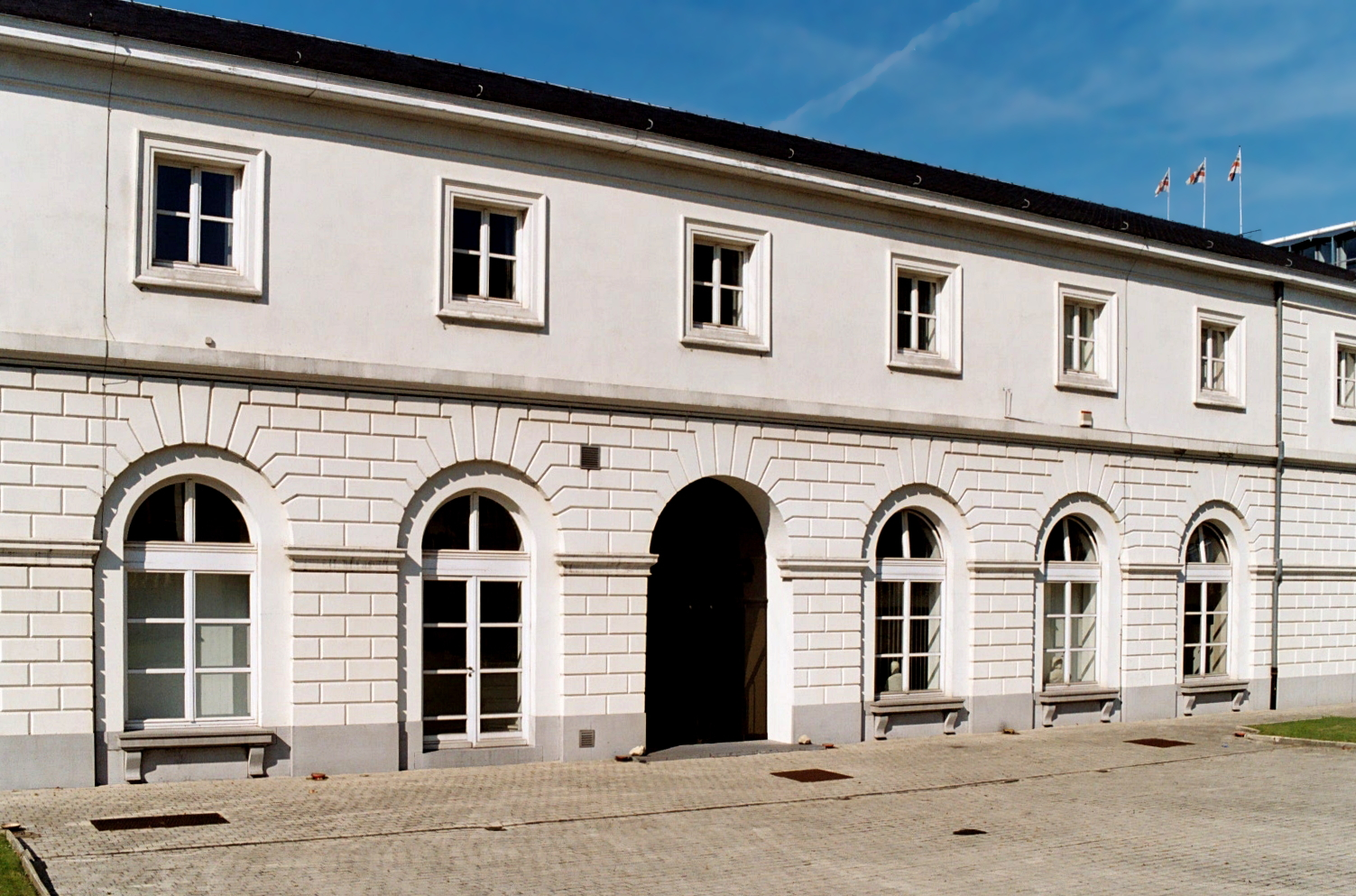
Les bossages plats et les lignes de refend caractérisent l'architecture néoclassique (ici les écuries royales de Bruxelles).

Une ligne de refend est une ligne horizontale ou verticale creusée sur le parement d'un mur pour marquer ou simuler les joints d’assises entre les pierres de taille d'un mur ou d’une muraille.
Les refends sont des lignes plus ou moins creuses gravées sur les corps de bâtiment pour marquer les assises de pierre et contraster les joints verticaux.
Les lignes de refend ne sont pas des joints entre les pierres, elles marquent le bossage de parement. Elles ne sont pas non plus liées au mur de refend, ou « refend porteur ».
Les lignes de refend sont présentes dans le béton du soubassement simulé qui ne comporte pas de fruit en général. Elles le différencient du reste de l'élévation du mur.